# Glossaire du jeu de combat
Le jeu de combat connaît un certain nombre de concepts qui lui sont propres :
- Haut – A
- B
- C
- D
- E
- F
- G
- H
- I
- J
- K
- L
- M
- N
- O
- P
- Q
- R
- S
- T
- U
- V
- W
- X
- Y
- Z

## 8
- 8-Way Run Moves : fait de maintenir le joystick ou le pad dans une direction sans en changer. Reconnaissable par des flèches noires dans la seconde colonne du tableau d'8wayrun[1] (Soul Excalibur). Dans la pratique, on double le chiffre correspondant à la direction (ex : 44B)

## A
- Abuse : pratique qui consiste à abuser d’un coup ou d’une technique qui joue sur une faille du jeu.
- Active frames : frames pendant lesquelles votre coup est en mesure de toucher.
- Air Control : contrôle aérien. Déplacement alors que le personnage est projeté en l'air. Peut permettre d'éviter d'être touché par certains combos, mais n'est possible qu'après que plusieurs coups ont été donnés par l'adversaire.
- Anti-air : coup destiné à contrer les attaques aériennes, peut également servir de lancement (launcher) pour un Juggle.
- Arcade : Mode un joueur principal dont le gameplay est similaire aux jeux des bornes d'arcade, d'où le nom.
- Automatic Guard Impact : garde offensive automatique ou Impact de Garde Automatique. Toute action permettant une garde offensive sans que la séquence d'un impact offensif soit effectuée. L'arme du personnage devient alors violette pendant quelques frames, mais pas toujours. Un Auto Gi n'impacte que certains coups, et dans un cadre de frames limité.
- Attack Throw : attaque projetée. Type d'attaque finissant en projection (prise) si elle est passée en contre (CH).

## B
- Back Turned : posture, dos à l'adversaire.
- Block stun : étourdissement en garde : Coup donnant des frames d'avance à l'attaquant, même si l'adversaire est en garde, permettant une attaque rapide par la suite.
- Bourrer : tactique qui consiste à déborder l'adversaire de coups sans lui laisser le temps de réagir pour le pousser à la faute.
- Buffering : permet de rentrer une commande pendant que votre personnage est en train d'effectuer une autre action, de façon que cette commande soit exécutée dès que votre personnage le pourra (Tout cela avec un certain timing). Cela permet donc de rentrer des commandes à l'avance afin que l'enchaînement des actions se fasse le plus rapidement possible.
- Button mashing, button masher : Appuyer sur tous les boutons comme un énergumène

## C
- Camper : fait de maintenir l'adversaire à distance, en profitant d'une portée d'attaque supérieure tout en bougeant peu ou pas.
- Cancel: interruption soudaine d’un coup lancé pour en placer immédiatement un autre dans le but d’enchaîner. Un coup que l’on peut interrompre de cette façon est dit « cancellable ».
- Cheaté : terme dérivé de « cheat code » un code de triche que l’on rentre pour avoir des avantages dans un jeu vidéo (plus de vie, de puissance…). Un personnage est dit « cheaté » lorsqu’il parait avoir de trop gros avantages sur les autres.
- Chip Damage : dégâts, souvent minimes, encaissés en se protégeant d’un coup spécial ou d’une furie, appelé également « dégâts de grattage ».
- Chope : saisie, projection réalisable en situation de corps à corps.
- Combo : série de coups donnés à l'adversaire, qui si elle est correctement exécutée ne peut en principe pas être interrompue.
- Corner : le coin situé à l’extrême gauche ou l’extrême droite de l’écran, le bout de l’arène dans le jeu de combat 2D.
- Cornered : fait d’être bloqué dans un coin par l’adversaire.
- Counter Hit : coup en contre. Coup touchant un adversaire en train de porter une attaque, ou de se déplacer.
- Coup à charge : coup spécial dont le premier input directionnel doit être maintenu pendant une seconde avant de pouvoir continuer. Un personnage doté de telles attaques est appelé perso à charge.
- Critical, critical finish.
- Cross-down : fait de passer en dessous de son adversaire, lorsque celui-ci est dans les airs, pour pouvoir l’attaquer dans le dos lors de sa retombée.
- Cross-up : fait de passer derrière l'adversaire par le haut, généralement en bondissant au-dessus.
- Crouch : position accroupie du personnage, en général obtenue lorsque l’on presse le bouton bas.
- Crumble : type d’attaque après laquelle l'adversaire s'écroule lentement au sol.
- CSTN (Cancelable Stun) : étourdissement annulable. Stun pouvant être annulé par l'entrée de plusieurs commandes. Reconnaissable par des éclairs jaunes.

## D
- Damage Reduce : système de jeu qui diminue les dégâts de chaque coup à mesure qu’un combo se prolonge.
- Dash : pas rapide, brusque accélération s'effectuant en appuyant rapidement deux fois dans la même direction. Certains coups en font automatiquement.
- Déchoper : Annuler une tentative adverse de saisie.
- Delay : ralentissement volontaire lors d'une attaque. Le délai étant maximal, on parle d'attaque chargée. La touche à maintenir est signalée en noir dans la 2e colonne du tableau 8wayrun. Le changement de rythme servant à déstabiliser l'adversaire. Renseigné dans la colonne 10 du tableau d'8wayrun.
- Dive Kick : attaque aérienne faisant descendre le personnage en diagonale pied vers le bas.
- Doser : gérer le placement horizontal et vertical de son avatar afin de placer le bon coup au moment opportun.
- Double jump : double saut s’accomplissant en pressant une deuxième fois le bouton de saut.
- Downed Opponent (Feet) : posture ; l'adversaire est couché, les pieds vers votre personnage. Nécessaire pour certaines prises au sol.

## E
- Empty jump : saut passif, rien n'est fait d'autre au moment de cette action, comme attaquer.
- End-Lag : fin d'un mouvement ou d'une attaque qui peut mettre en désavantage un combattant, le combattant passe lentement ou rapidement de la position d'une attaque à la position de départ avant d'envoyer une nouvelle attaque (on peut prendre comme exemple les Jab, Les Attaques Spéciales et Les Heavy Hit, qui comportent entre un minimum de 8 frames à un maximum de 23 frames ou plus selon les combattants).
- EX Move : Version plus puissante d'un coup spécial, qui requiert généralement une partie de la power gauge.

## F
- Fake jump : feinte qui consiste à sauter simplement en direction de l'adversaire pour faire croire à une attaque aérienne.
- Finisher : Coup spécial utilisé généralement en fin de match pour vaincre définitivement l'adversaire.
- Frame : une étape d’animation du jeu. Parler en frames permet de décortiquer et de donner un ordre de temps à une séquence particulière de jeu ; par exemple le stand HK (high kick) de Ryu dans street fighter 4 se décompose en 33 frames dont 9 startup frames, 4 active frames et 20 recovers frames. Il faut préciser que le nombre de frames par seconde dépend des jeux, c'est le plus souvent 60 frames par seconde (FPS) pour les plus récents.
- Frame data : tableau qui dresse le nombre de frames de toutes les attaques d’un personnage.
- Frame trap : un coup qui permet de laisser à l'adversaire qui le garde assez de temps pour démarrer une contre-attaque mais pas assez pour qu'il ait le temps de toucher avant votre coup suivant.
- Fully Crouched : complètement accroupi. Posture TC.
- Furie : super attaque spéciale qui nécessite le remplissage d’une jauge d’énergie avant d’être lancée.

## G
- God tier : l’élite des personnages d’un jeu, un top tier qui n’a aucun match-up défavorable.
- Gratter : technique qui consiste à retirer des petits bouts de vie avec des coups spéciaux et/ou des furies portés dans la garde adverse, particulièrement utile pour terminer un adversaire proche du K.O.
- Guard Break / Guard Crush : Fait de faire sauter la garde adverse en mettant suffisamment de coups dedans, n’entame pas l’adversaire mais crée une ouverture..
- Guard Impact : littéralement garde offensive ou Impact de Garde. Défense, parade permettant de repousser une attaque. La commande 6G ou 3G doit être effectuée à 2 ou 3 frames près du moment ou l'adversaire doit toucher. Reconnaissable par un flash vert. Un impact permet de repousser une attaque sans subir de dommage, mais en en infligeant à la jauge d'âme de l'adversaire.

## H
- Happy Birthday : combo réalisé sur plusieurs personnages de votre adversaire en même temps dans un jeu de combat en équipe (tag team fighting game), notamment lorsque l'adversaire fait un tag (cf Tag).
- Head Side : posture ; l'adversaire est couché, la tête vers votre personnage. Nécessaire pour certaines prises au sol.
- High Kick : Gros Pied
- High Punch : Gros Poing
- High Range Attacks (Attaques Vers le Haut) : sert à frapper les ennemis debout.
- Hit avantage : nombre de frames dont vous disposez à votre avantage lorsque l’un de vos coups vient de toucher. Une bonne connaissance de cet avantage est nécessaire pour réaliser des combos.
- Hitbox : zone de frappe, définit la zone d'action d'une attaque.
- Hitlag : Définit l'interaction entre une Hitbox et une Hurtbox. Cela a pour effet de créer un «freeze» de cette interaction (La durée de celui-ci dépendant de la puissance du coup portant la hitbox). Pendant le hitlag vous ne pouvez exécuter aucune action.
- Hitstun : frames de récupération d’un coup encaissé.
- Hit throw : type de coup qui inclut à la fois un coup et une chope. La chope ne pouvant être effectuée que si le premier coup a touché avec succès.
- Hurtbox : zone de blesse, définit la zone où votre personnage peut se faire toucher. Si la hitbox adverse rentre en contact avec votre hurtbox vous serez touché.
- Hyper hop : aussi appelé "fast small jump" ou plus simplement "fast jump", un saut à la fois court et rapide, on retrouve ce mouvement quasi exclusivement dans king of fighter.

## I
- infinite combo : un combo que l'on peut répéter à l'infini jusqu'au KO adverse.
- Input : Combinaison de touches nécessaire pour effectuer une attaque.
- Input Lag : Le temps de retard à l'affichage des images
- Instant over-head : Appelé aussi "custom over-head", un casse garde basse qui démarre dès le début d’un saut.

## J
- Juggle : combo dont la particularité est de toucher à la volée (alors qu'il est en l'air) un adversaire projeté par une attaque l'ayant atteint.
- Jump : saut classique, en général activé en pressant la direction haut.
- Just Frame : réalisé dans la plus petite intervalle de temps possible.
- Just Impact : impact parfait, aussi appelé Red Impact, à cause du flash rouge visible lors de sa réussite. La commande 6G ou 3G doit être effectué à la frame exacte où l'adversaire doit toucher. Donne des frames d'avance au joueur le réussissant et endommage d'autant la jauge d'âme que l'attaque repoussée est puissante. Peut techniquement repousser toutes les attaques du jeu (prises et attaques imparables comprises).
- Just Ukemi : ukemi parfait. Lors d'une chute au sol (KND), la commande G doit être effectuée à la frame même où le personnage touche le sol. Permet d'éviter certains Tech trap.

## K
- Knock Down : chute à terre.
- Knockout : autrement dit, K.O.

## L
- Lag : retard. Ralentissement engendré par le réseau. Avec un ping de 30 ms, cela revient à peu près à 2 frames de retard. Dans la pratique, c'est souvent 8.
- Launcher : coup permettant d'envoyer en l'air l'adversaire et ainsi de le frapper en l'air. (colonnes 6, 7, 8 et 10 du tableau 8wayrun).
- Link : lien entre deux coups donnés formant un combo.
- Loop : répétition d'un même enchaînement de coups au sein d'un combo.
- Low : coup bas.
- Low Range Attacks (Attaques Vers le Bas) : sert à frapper l'adversaire debout et accroupis.
- Low tier : personnage peu efficace, mal classé dans la tier list.

## M
- Main character : personnage d’un jeu que l’on maîtrise le mieux.
- Masher : appuyer sur les boutons rapidement à répétition.
- Match up : Rapport de force entre deux personnages, définissant l'avantage ou le désavantage face à un adversaire. 2:8 = Match-up totalement en désavantage. 5:5= Match-up équilibré. 8:2 = Match-up totalement en avantage.
- Meaty : attaque portée à la relevée de l’adversaire, de manière qu'elle soit en frame active au moment où il récupère le contrôle du personnage[2]. Lorsque c'est le cas, l'adversaire ne peut alors pas attaquer directement puisque soumis à un coup actif.
- Mid Range Attacks : Attaques de moyenne portée, atteignant le milieu de l'écran.
- Middle tier : personnage moyen, en milieu de tier list.
- Minder : sentir les coups téléphonés.
- Mind game : lecture et anticipation du jeu adverse.
- Mix-up : variations offensives possibles pour un combattant donné.

## O
- Okizeme : jeu de relevée, actions produites lorsqu'un des duellistes est au sol.
- OTG (On The Ground) : un coup touchant un adversaire au sol.
- Over-head: coup qui casse la garde basse, seule la garde haute permet de s’en protéger. On utilise plus volontiers le terme pour désigner un coup au sol, tous les coups aériens faisant déjà over-head c’est peu utile à signaler.

## P
- Perfect Guard : Garde annulant complètement les chip damage, généralement avec un temps d'exécution très strict (quelques frames avant la touche adverse).
- Perso à charge : personnage dont les coups spéciaux doivent être chargés pour être lancés, Guile de street fighter est par exemple un perso à charge.
- Pif, piffer : le fait de faire un mouvement au hasard.
- Poke : consiste à toucher l’ennemi sans engager une longue phase de coups, on cherche juste à le harceler tout en restant safe, on appelle aussi cette tactique du "hit’n run".
- Pounce : coup visant à sauter sur son adversaire lorsque celui-ci est au sol.
- Power gauge : Jauge qui se remplit avec la prise et/ou l'infliction de dégâts. Une partie de cette jauge est requise pour effectuer des ex, super et ultimate.
- Punition : phase durant laquelle votre adversaire s’est loupé et laisse une grosse ouverture. La punition consiste à placer un maximum de dégâts durant cette phase.

## R
- Recover frames : frames de récupération à la fin d’un coup, plus il y en a, plus votre adversaire peut vous punir facilement si votre coup n’a pas touché.
- Reset : phase où l’on interrompt sciemment son combo pour redevenir libre de ses mouvements.
- Reversal : exécuter un mouvement sur la première frame possible.
- Roll : roulade vers l’avant ou vers l’arrière qui permet d’esquiver tous les coups sauf les chopes.
- Run: course, sprint qui s’exécute de la même façon que le dash, en doublant la direction avant ou arrière.
- Rush : foncer rapidement sur son adversaire ne lui laissant pas le temps de souffler.
- Rushdown : Style de jeu consistant à aller toujours vers l'avant et à prendre des risques pour mettre l'adversaire sous pression et le faire hésiter en permanence sur la façon dont vous allez attaquer.

## S
- Sac : Joueur médiocre qui n’est bon qu’à encaisser les coups tel un sac de frappe.
- Safe (Sûr) : Sur, sans danger. Jouer safe c’est jouer sans risques et un coup est dit safe s’il n’y a pas possibilités de contre-attaques adverse dessus même s’il finit dans la garde.
- Score Attack : Mode un joueur dont le but est d'obtenir un score élevé en un temps limité.
- Short hop : aussi appelé "small jump" un mini saut obtenu en effleurant la touche de saut, se retrouve dans le king of fighter.
- Shoto : style de combat de Ryu et Ken de street fighter à la base. Par extension peut désigner un autre personnage dont le style s'en rapproche.
- Spacing : fait de se mettre à une certaine distance de l'adversaire et d’utiliser le maximum de votre portée pour maximiser vos chances d'attaquer et limiter au maximum celles de votre adversaire.
- Spam, spammer : Répéter la même combinaison de touches, ou le même coup, plusieurs fois.
- Stalling : acte délibéré qui a pour but d'éviter toutes formes de conflits et de faire passer le temps afin de gagner grâce à celui-ci, rendant ainsi la partie injouable.
- Stance : position du combattant conditionnant sa façon de se battre.
- Stand : position par défaut du combattant, debout.
- Startup frames : frames de lancement, qui composent un coup avant que celui-ci ne soit susceptible de toucher.
- Step : vif pas de côté dans le combat 3D, une sorte de dash latéral.
- Stomp : terme désignant les coups visant à frapper l'adversaire sans sauter pendant que celui-ci est au sol.
- Stun : étourdissement.
- Super jump : aussi appelé "high jump" dans certains jeux, un grand saut généralement obtenu en pressant successivement bas/haut.
- Super Move : Coup encore plus puissant que la version ex, qui requiert une partie de la power gauge pour être effectué.
- Survival : Mode un joueur où il faut gagner le plus de combat possible avec une seule barre de vie.

## T
- Tag : un changement de personnage en plein combat.
- Tag Team : système de jeu dans lequel le joueur se compose une équipe de deux ou trois combattants puis détermine leur ordre avant le début du combat.
- Taunt : geste de provocation. On utilise aussi le verbe "taunter" pour dire provoquer.
- Tech crouch (TC) : Baisse technique. Action permettant d'éviter les coups hauts (high) et les prises.
- Tech Jump (TJ) : Saut technique. Action permettant d'éviter les coups bas (low) et les prises
- Top tier : personnage réputé très efficace, en haut de la tier list.
- Tick throw : action de choper juste après avoir porté un coup.
- Tier list : classement des personnages d'un jeu par ordre d'efficacité.
- Time Trial : Mode un joueur dont le but est de gagner une série de combats en le moins de temps possibles.
- Timing window : marge de timing dans l’exécution d'une technique.
- Tortue (turtle): Joueur défensif qui reste la plupart du temps accroupi pour mieux se protéger.
- Trade : Double touche, les deux adversaires sont touchés simultanément.
- Training : Mode un à deux joueurs qui permet de s'entraîner avec un personnage.
- Trap chope : phase qui amène une situation ou l’adversaire est en mesure de se faire choper.
- Trial : Mode un joueur dont le but est d'effectuer une série de combos.

## U
- Ukemi : lors d'une chute au sol (KND), la commande G doit être effectuée lorsque le personnage touche le sol. Permet d'éviter certains coups B.
- Ultimate : Coup le plus puissant d'un combattant, qui épuise la majorité voire la totalité de la power gauge.
- Unsafe (Risqué) : Coup comportant de trop nombreuses recovers frames qui, s'il est manqué, laisse tout loisir à l'adversaire de contre-attaquer.
- Unblockable : Coup qui casse toutes les gardes.

## W
- Wake-Up Game : action faite en se relevant du sol.
- whiffer : faire un coup sans toucher l’adversaire.

## Z
- Zoning : Gestion de l'espace par le joueur, tenant compte de la portée de l'arme de son personnage.
- Zero to death : Combo très longue capable de drainer la totalité de la barre de vie adverse.